# Golf (beeld)
Golf is een artistiek kunstwerk in Amsterdam-Zuid. 
Het beeld, waarvan de maker vooralsnog onbekend is, is verwerkt in de toegang tot een opleidingscomplex aan De Klencke. Hier stond vanaf de jaren zestig een school, die in het begin van de jaren tachtig werd afgebroken. Bij de nieuwbouw van rond 1983 werd een betonnen sculptuur nabij de ingang geplaatst, die de vorm heeft van een golf of geluidsgolf. De golf zelf is van kalksteen met een ruw golvend oppervlak, de sokkel is een gepolijst kubusvormig betonblok. De golf contrasteert door haar vorm met het gebouw; de sokkel sluit juist aan bij het hoekige gebouw. De neerwaartse slag van de golf ligt in een uitsparing van het betonblok. Golf en sokkel worden op hun beurt doorsneden door een eveneens gepolijst rechthoekig betonblok.
Het beeld is voorzien van een monogram: "WB 84".

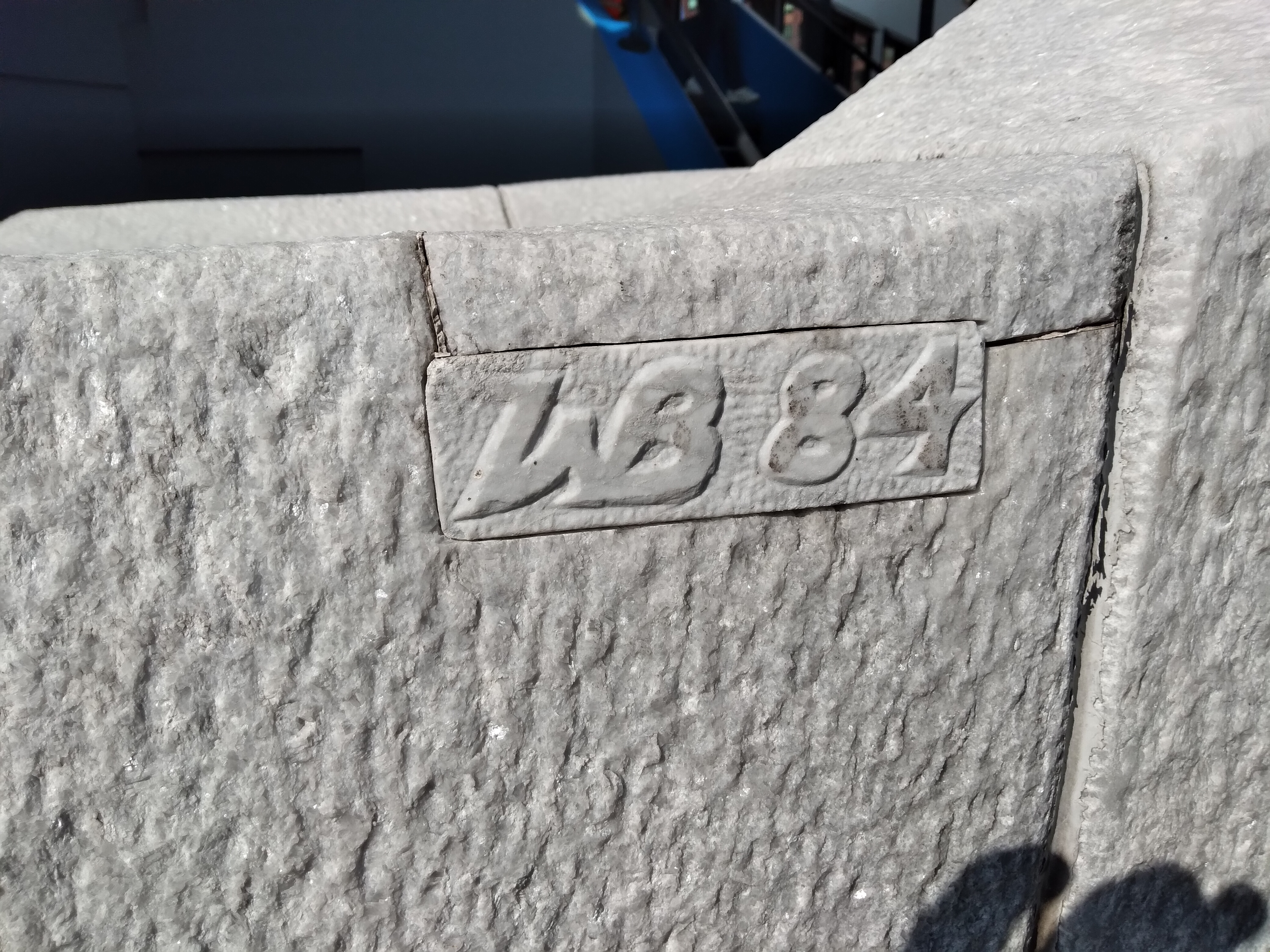
Monogram (september 2020)